# 대한민국 제17대 대통령 선거 민주노동당 후보 경선
대한민국 제17대 대통령 선거 민주노동당 후보 경선은 2007년 대선을 위해 민주노동당의 후보를 선출한 절차를 뜻한다. 지역별 순회 경선에 이어 결선 투표까지 간 끝에 권영길 전 당 대표가 후보로 선출됐다.
NL계를 기반으로한 권영길 전 대표의 대세론을 막지는 못했지만, 심상정 후보는 정책 대결을 주도하며 당원 및 일반 국민들의 지지를 받아 이른바 "심바람"을 일으켰다. 당초 유력 후보로 분류되던 노회찬 후보는 3위에 그쳤다.
민주노동당은 당시 당내 경선을 통해 후보를 선출한 정당들 중 유일하게 결선투표제를 채택해, 1차 투표에서 과반 득표자가 없을 시 상위 득표자 2인을 두고 결선투표를 진행하기로 했다.

## 후보
지난 두 차례 대선에서 당의 후보였던 권영길 전 대표와 2004년 총선을 계기로 대권 주자로 부상한 심상정 의원, 노회찬 의원이 출마해 3자 구도를 이뤘다.
그 외에도 PD계열의 당내 그룹인 해방연대에서 6월 30일 이갑용 전 민주노총 위원장을 후보로 추대했으나, 이갑용 전 위원장은 대통령 피선거권이 없어 당 선관위에서 후보 등록을 거부했다. 이갑용 전 위원장 측은 노조원들을 위해 투쟁하다 피선거권을 박탈당한 것인 만큼 자신의 후보 등록을 받아줘야 한다고 주장했으나, 결국 무산되었다.

## 계파 갈등
세 후보는 모두 PD계로 분류되었으나, 민주노총 국민파, 전국농민회총연맹 등 NL계는 권영길 전 대표를 지지할 것을 선언했다. 당내 최대 계파인 NL계가 조직적으로 권영길 전 대표를 지원하기로 하자 PD계는 NL계가 당을 독점하려 한다며 강력하게 반발했다. 앞서 2006년 당 대표 선거에서도 PD계의 조승수 후보가 압도적인 인지도와 지지도에도 불구하고 NL계의 문성현 후보 지원 공작으로 패하는 등 NL계에 대한 반발이 높던 상황에서 당내 갈등은 증폭, 결국 대선 이후 민주노동당이 분당하는 결과를 낳았다.

## 결과

### 1차 투표: 순회 경선
경선 전만 해도 심상정 후보는 별로 주목을 받지 못했으며, 노회찬 후보는 일부 여론조사에서 1위를 하는 등 권영길 후보의 가장 강력한 라이벌이 될 것으로 예측되었다. 그러나 경선이 시작되자 노회찬 후보의 득표력은 기대에 못 미치는 것으로 나타났으며, 심상정 후보는 예상 밖에 선전을 보이며 3자 구도를 형성, 결국 결선투표까지 진출하는 돌풍을 일으켰다. 이는 노회찬 후보는 경선 구도를 NL 대 PD의 정파 대결 구도로 끌고 가 PD계의 지지를 업는 전략을 쓴 반면 심상정 후보는 정책 제시에 주력하고 평당원들의 지지를 얻은 것이 주효했던 것으로 평가되었다. 또한 인지도와 호감도는 높았으나 조직적 기반이 없던 노회찬 후보에 비해 심상정 후보는 민주노총 중앙파, 전진그룹 등 탄탄한 당내 기반이 있었다는 점도 작용했다.
첫 제주 경선에서는 의외로 세 후보 모두 엇비슷한 득표율을 보인 가운데, 전통적으로 NL계의 텃밭인 광주·전남에서는 권영길 후보가 압승을 거뒀고, 공단이 많은 대구·경북에선 노동운동가 출신으로 금속노조의 조직적 지원을 받은 심상정 후보의 약진이 두드러졌다. 권영길 후보는 농민층의 지지를 바탕으로 전북 경선에서 승리하고, 노동 운동의 본산인 부울경 지역에서도 압승하며 다시 대세론을 이어갔다. 노회찬 후보는 계파색이 옅은 대전·충남과 고향인 부산에서 이때까지의 부진을 만회하고자 했으나, 세 지역 모두 기대 이하의 성적을 거뒀다. 결국 울산 경선부터는 심상정 후보에게 2위를 내주게 되었다. 심상정 후보는 계파색이 옅은 충청·강원·서울 지역에서 눈부시게 선전, 권영길 후보의 득표율을 끌어내렸는데, 특히 충북에서는 두 후보를 누르고 1위를 차지하기까지 했다. 덕분에 수도권 경선 전날까지 50.02%의 누적 득표율을 기록하던 권영길 후보는 NL계의 세가 강한 경기·인천에서의 압승에도 불구하고 49.37%로 떨어졌다.
38,856명이 투표해 77.8%의 투표율을 기록한 전국 순회 경선 결과, 과반을 득표한 후보가 없어 권영길 후보와 심상정 후보가 결선 투표에 진출했다. 노회찬 후보는 줄곧 텃밭으로 여겨지던 서울을 발판으로 2위 탈환을 기대했으나, 결국 심바람에 밀려 결선투표에 진출하지 못했다.

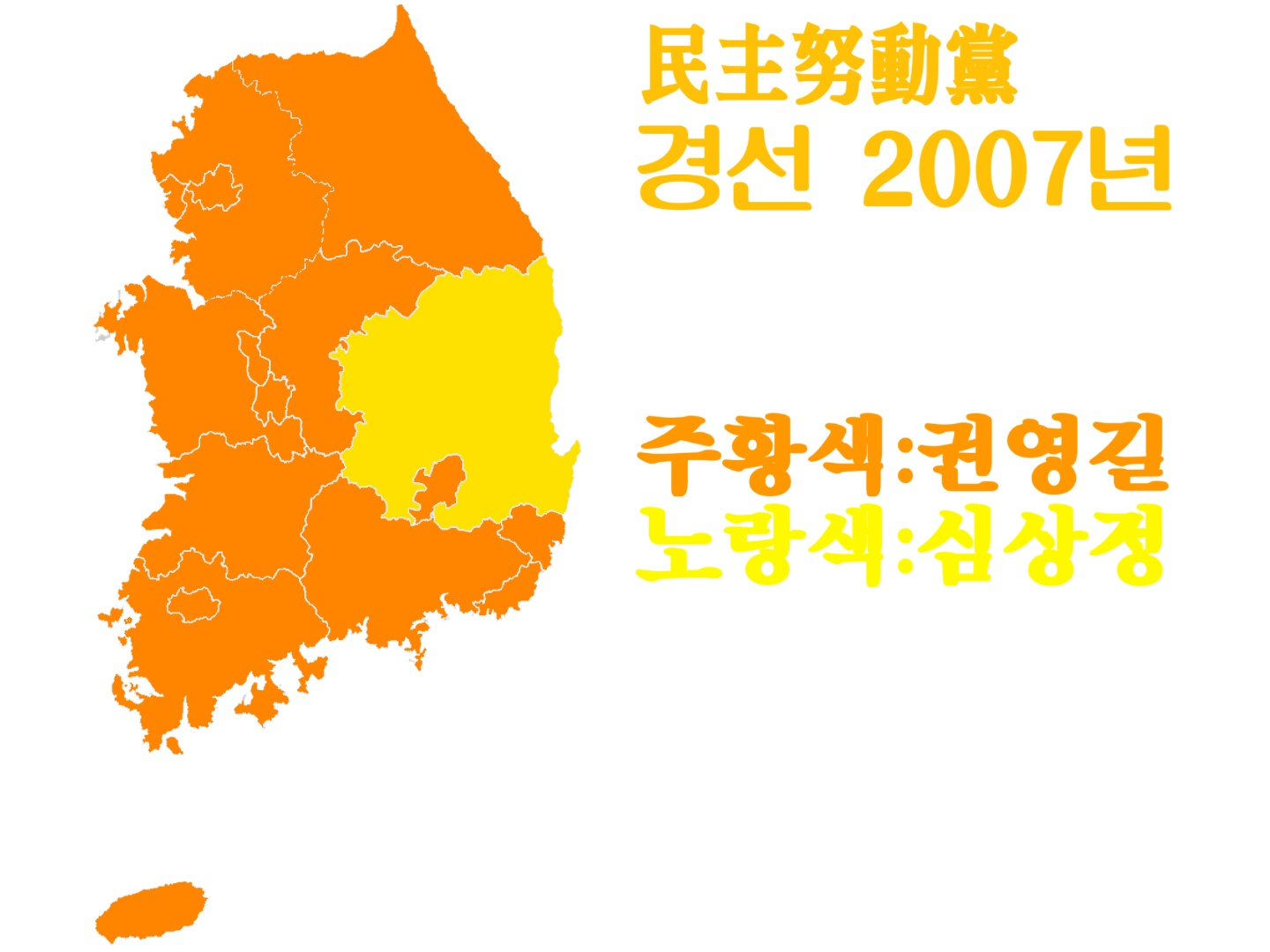
지역별 결과 [지도

심상정, 권영길, 노회찬 대선 후보 경선

| 날짜             | 지역      | 심상정 | 심상정 | 노회찬 | 노회찬 | 권영길 | 권영길 | 계     |
| ---------------- | --------- | ------ | ------ | ------ | ------ | ------ | ------ | ------ |
| 8월 20-24일      | 제주      | 196    | 31.3%  | 197    | 31.4%  | 234    | 37.3%  | 627    |
| 8월 21-25일      | 전남      | 291    | 19.1%  | 321    | 21.1%  | 912    | 59.8%  | 1,524  |
| 8월 21-25일      | 광주      | 217    | 15.6%  | 334    | 24.1%  | 837    | 60.3%  | 1,388  |
| 8월 22-26일      | 경북      | 648    | 35.7%  | 580    | 32.0%  | 586    | 32.3%  | 1,814  |
| 8월 22-26일      | 대구      | 342    | 29.3%  | 377    | 32.3%  | 449    | 38.4%  | 1,168  |
| 8월 25-29일      | 충남      | 482    | 29.4%  | 540    | 32.4%  | 618    | 37.7%  | 1,640  |
| 8월 25-29일      | 대전      | 270    | 34.9%  | 196    | 25.4%  | 307    | 39.7%  | 773    |
| 8월 27-31일      | 전북      | 422    | 16.8%  | 660    | 26.3%  | 1,429  | 56.9%  | 2,511  |
| 8월 29일-9월 2일 | 경남      | 911    | 21.3%  | 677    | 15.8%  | 2,686  | 62.9%  | 4,274  |
| 8월 30일-9월 3일 | 부산      | 532    | 24.2%  | 592    | 26.9%  | 1,076  | 48.9%  | 2,200  |
| 9월 1-5일        | 울산      | 599    | 25.5%  | 347    | 14.7%  | 1,407  | 59.8%  | 2,353  |
| 9월 3-7일        | 충북      | 497    | 43.1%  | 323    | 28.0%  | 332    | 28.8%  | 1,152  |
| 9월 4-8일        | 강원      | 392    | 30.1%  | 414    | 31.87  | 498    | 38.2%  | 1,304  |
| 9월 5-9일        | 경기      | 1,415  | 22.9%  | 1,242  | 20.1%  | 3,518  | 57.0%  | 6,175  |
| 9월 5-9일        | 인천      | 669    | 23.9%  | 553    | 19.75% | 1,578  | 56.4%  | 2,800  |
| 9월 5-9일        | 서울      | 2,172  | 31.6%  | 2,122  | 30.9%  | 2,578  | 37.5%  | 6,872  |
| 재외 당원        | 재외 당원 | 9      | 45.0%  | 3      | 15.0%  | 8      | 40.0%  | 20     |
| 최종 결과        | 최종 결과 | 10,064 | 26.1%  | 9,478  | 24.6%  | 19,053 | 49.4%  | 38,595 |

### 결선투표: 전국 동시 경선
민주노동당은 9월 10일부터 14일 6시까지 시행된 전국 투표소 투표와 15일 정오까지 시행된 온라인 투표를 시행하고 그 결과를 15일 오후에 전당대회에서 합산 발표했는데, 발표 결과 권영길 후보가 과반을 득표해 당선이 확정됐다. 당권자 50,119명 중 36,736명이 투표해 결선 투표율은 73.6%를 기록했다.
| 후보   | 표수   | %    | 비고 |
| ------ | ------ | ---- | ---- |
| 권영길 | 19,109 | 52.7 | 당선 |
| 심상정 | 17,122 | 47.3 |      |
| 계     | 36,231 | 100  |      |

## 같이 보기
- 대한민국 제17대 대통령 선거
- 대한민국 제17대 대통령 선거 대통합민주신당 후보 경선
- 대한민국 제17대 대통령 선거 한나라당 후보 경선
- 대한민국 제17대 대통령 선거 민주당 후보 경선